# 中间选民定理
中间选民定理（英語：Median voter theorem）是邓肯·布莱克在1948年提出的一个与选择排序投票有关的模型。它指出，如果选民和候选人的政治光谱可以用一维坐标来表示，选民再根据候选人与自己的政治立场接近程度进行排序投票，并且投票规则为孔多塞投票法，那么立场最接近中间选民的候选人将会当选。
该定理与公共选择经济学和统计政治学有关。帕塔·达斯古普塔和埃里克·马斯金认为，这项定理证明了孔多塞投票法的合理性。普罗特多数决定原则平衡定理则将中間選民模型推广到二维空间。
早在1929年，哈羅德·霍特林就提出了一个不太相关的断言。但是这个断言不是一个严格的定理，更恰当的说法是中间选民理论或中间选民模型。哈羅德·霍特林认为，在代议制民主的制度下，所有政客的政治观点将会趋同于中间选民。

## 理论的陈述和证明
假设有奇数个（大于2）候选人，他们的政治立场分布在政治光谱上。假设每个投票人按照接近程度对候选人进行排序，这样与投票人最接近的候选人获得他们的第一优先选择，紧随其后的候选人获得他们的第二优先选择，依此类推。这样一来，就存在一个中间选民，获胜者将会是与之政治立场最接近的候选人。
证明：假设马琳为中间选民。与她政治观点最接近的候选人将获得她的第一名排序。假设这名候选人名叫查尔斯，政治立场在光谱上位于马琳的左边。那么，玛琳和她左边的所有选民（大多数选民）喜欢查尔斯的程度会超过喜欢查尔斯右边的候选人的程度，反之亦然。∎

## 應用
- simple example
- to tariffs （页面存档备份，存于）
- to local private goods （页面存档备份，存于）